# 丹尼臣·迪奧利華拉·阿羅祖
丹尼臣（Denílson，全名Denílson de Oliveira Araújo，1977年8月24日—），巴西職業足球員，曾效力美國職業足球大聯盟球會FC達拉斯。

## 生平
丹尼臣早在少年時期揚名於巴西球會聖保羅，並於1996年11月一場對喀麥隆的國際賽首次上陣。及後丹尼臣成為1998年世界盃主力。
世界杯後丹尼臣被銳意上位的西班牙小型球會贝蒂斯看中，以破世界紀錄轉會費 3,200 萬歐元轉會至該處。可惜長久以來丹尼臣皆未能適應，表現一直都不見突出。而他的盤扭動作也為人所熟悉，但華而不實。在當了多年後備後，丹尼臣最終於2005年轉投法國球會波尔多；一年後轉投沙特的艾納斯。
2002年丹尼臣也 5 次後備登場世界盃賽事，但表現一般。其中最經典的一幕就是在對陣土耳其時，德尼爾森一人引來四名土耳其後衛的剷截，一時成為熱播片段。2006世界盃教練佩雷拉不選丹尼臣入伍，之後再無入選。他為巴西國家隊上陣 61 場攻入 9 球。

## 榮譽
- 2002年世界杯足球赛：冠軍